# أحمد سالاري
أحمد سالاري ( 1962 - 28 مارس 2014 )
شاعر وممثل  إماراتي.

## عن حياتة
كان يعمل محققا جنائيا في شرطة أبوظبي يعتبر أحد رواد العمل الفني في مدينة العين إذ أسس شركة فنية خاصة وهي شركة مكس ميورك للإنتاج الفني وكان من خلالها يشجع الشباب الإماراتي الموهوب في الغناء والدراما وأنتجت شركته العديد من الأفلام والمقاطع الفنية والألبومات للكثير من الفنانين.

## أعماله الفنية
- فيلم المريحانة
- مسرحية الأطفال عودة جحا
- برنامج متصل منفصل
- برنامج سوالف بن سويدان
- مسلسل حبر العيون
- مسلسل أوراق الحب
- مسلسل سوالف بو خرخاش

## مقتلة
في عام 28 مارس 2014  قتل في أحد الشوارع العامة بمدينة العين بحادثة مرورية ظاهرها الدهس وباطنها القتل مع سبق الإصرار والترصد وذلك بسبب خلافات حول رؤية وحضانة الطفلة التي كانت نتاج زواجه بالفنانة بدرية محمد البلوشي والملقبة باسمها الفني بدور العين.